# Crawfordsville (Indiana)
Crawfordsville – miasto w Stanach Zjednoczonych, w stanie Indiana, siedziba administracyjna hrabstwa Montgomery.

## Historia
W 1813 r. Williamson Dunn, Henry Ristine i major Ambrose Whitlock z armii USA zauważyli, że miejsce dzisiejszego Crawfordsville było idealne do osadnictwa, otoczone lasem liściastym i potencjalnie uprawną ziemią, z wodą dostarczaną przez pobliski strumień, później nazwany Sugar Creek, który był południową odnogą rzeki Wabash. Powrócili dekadę później i odkryli, że w tym obszarze zbudowano co najmniej jedną chatę. W 1821 r. William i Jennie Offield zbudowali chatę nad małym strumieniem, później znanym jako Offield Creek, cztery mile (6,4 km) na południowy zachód od przyszłego umiejscowienia Crawfordsville.
Whitlock, Wirginijczyk, który służył pod gen. „Mad” Anthonym Wayne’em w Wojna z Indianami północnego, wytyczył miasto w marcu 1823 r. Crawfordsville zostało nazwane na cześć Williama H. Crawforda, rodaka z Wirginii, który był wówczas sekretarzem skarbu za prezydentów Madisona i Monroe’a i który wydał licencję Whitlocka na zarządcę gruntów publicznych. Whitlock był pierwszym osadnikiem w mieście.

## Demografia
Według spisu powszechnego z 2010 r. w mieście mieszkało 15 915 osób w 6396 gospodarstwach domowych, tworząc 3837 rodzin. Gęstość zaludnienia wynosiła 1739,3 mieszkańców na milę kwadratową (671,5/km2). Było 7154 jednostek mieszkalnych przy średniej gęstości 781,9 na milę kwadratową (301,9/km2). Skład rasowy miasta był następujący: 92,1% biali, 1,7% Afroamerykanie, 0,4% rdzenni Amerykanie, 0,9% Azjaci, 3,3% inne rasy i 1,6% dwie lub więcej ras. Hiszpanie lub Latynosi dowolnej rasy stanowili 8,2% populacji.
Mediana wieku w mieście wynosiła 36,6 lat. 22,3% mieszkańców było poniżej 18 roku życia; 13,4% było w wieku od 18 do 24 lat; 24% było w wieku od 25 do 44 lat; 23,4% było w wieku od 45 do 64 lat, a 16,9% było w wieku 65 lat lub starszych. Struktura płciowa miasta wynosiła 50,1% mężczyzn i 49,9% kobiet.